# Tösch-Langeren
Tösch-Langeren is een natuurgebied tussen Neeroeteren en Maaseik, direct ten westen van Wurfeld. Het maakt deel uit van het complex Schootsheide en is eigendom van Limburgs Landschap vzw. Het gebied is 94 ha groot.
Natuurgebied de Tösch-Langeren behoort tot de Bosbeekvallei. De Bosbeek verdeelt het gebied in haar 2 deelgebieden, den Tösch ten zuiden en het Langeren ten noorden van de beek.
Toen er plannen dreigden om de Bosbeek te kanaliseren, heeft het Limburgs Landschap in 1978 de eerste strategische grondaankoop in dit gebied verricht. Het is Europees beschermd als onderdeel van Natura 2000-gebied Itterbeek met Brand, Jagersborg en Schootsheide en Bergerven.
Vooral Tösch is een moerassig gebied. Om de moerassige streek te ontwateren werd de Bosbeek in het verleden verlegd. Daardoor kwam de Bosbeek met zijn dijken boven het omringend landschap te liggen. Het water dat uit de hoger liggende beek sijpelt houdt samen met het grondwater de bodem zompig.
Voor het onderhoud van het gebied worden grote grazers worden ingezet. De waterral komt er voor. Langs de Bosbeek vindt men de bosbeekjuffer, een libellensoort. Ook de wespendief is in Tösch-Langeren aan te treffen.
Het gebied Langeren is een grotendeels kleinschalig landbouwgebied. De meeste houtwallen zijn er nog intact. Herstelmaatregelen worden uitgevoerd.
Tösch-Langeren is het meest zuidelijke natuurgebied in het Grenspark Kempen-Broek. Er zijn wandelingen in het gebied uitgezet.

## Externe links

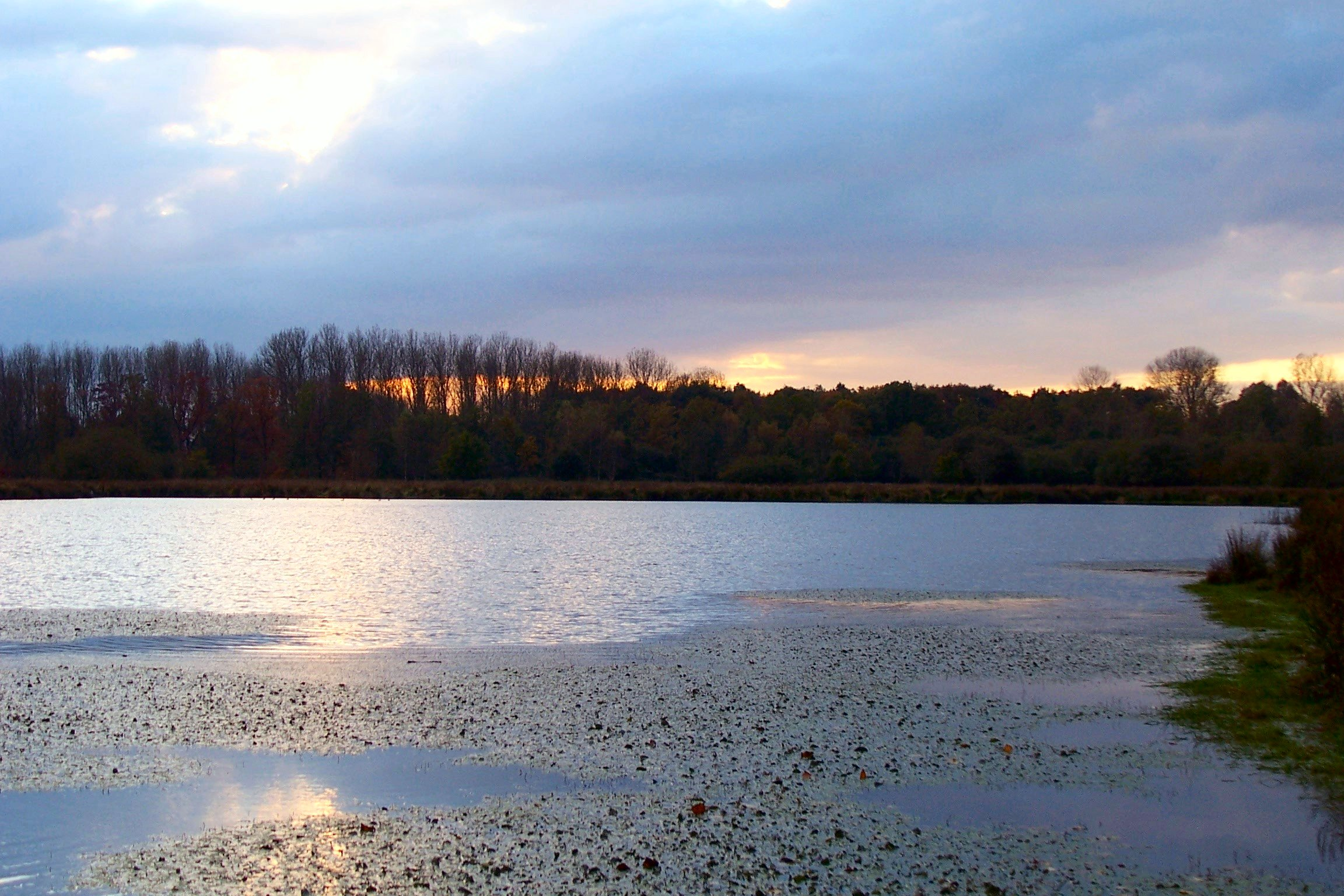
Vijver in natuurgebied "Den Tösch".